# Јихви
Јихви (ест. Jõhvi, рус. Йыхви) је град у Естонији. Он се налази на североистоку земље, на 50 km од државне границе са Русијом. Јихви је и управно средиште округа Ида-Виру, али је тек четврто насеље по величини.
Јихви се простире се на 7,62 km² и према попису из 2004. године у њему је живело 11.600 становника.
Град Јихви, као и други градови на индустријском североистоку Естоније има руску већину (58%).